# منافسة الـ 100 ألف دولار لريادة الأعمال
تعتبر منافسة ال 100 ألف دولار لخطة أعمال الشركات الناشئة التي ينظمها معهد ماساتشوستس للتكنولوجيا من أكبر وأشهر منافسات خطط الأعمال في العالم.  تدار المنافسة بالكامل من قبل الطلاب، و يسمح للطلاب من جميع البرامج والمستويات  فيMIT المشاركة بها  و يجب أن تشمل الفرق ما لا يقل عن طالب متفرغ من طلاب معهد ماساتشوستس للتكنولوجيا، ولكن لا تقتصر العضوية على مجتمع معهد ماساتشوستس للتكنولوجيا فحسب. ويشرف على المسابقة من قبل كية الهندسة بمعهد ماساتشوستس للتكنولوجيا  بدعم من قبل مركز MIT لريادة الأعمال في كلية سلوان للإدارة.
وقد بدأت المنافسة في عام 1990 ب 10 ألف دولار، واستمرت في النمو طوال التسعينيات و في عام 1996 ارتفعت إلى 50 ألف دولار حيث يحصل الفائز الأول على 30 ألف دولار فيما يحصل أصحاب المركز الأول و الثاني على   10ألف دولار لكل منهما. في عام 2006، أضافت ال 50 ألف دولار مسابقة أخرى تركز على خطة العمل للمجتمعات ذات الدخل المنخفض لاستكمال منافسة المشروع التجاري التقليدية. وفي وقت لاحق، تمت إعادة تسمية المسابقة منافسة ال "100 ألف دولار."

## مسابقة الـ 100 ألف دولار للعرض الشفهي
يتم وضع مسابقة الـ 100 ألف دولار للعرض الشفهي في كل عام من قبل اللجنة المنظمة لمسابقة الـ 100 ألف دولار و التي تعقد في الخريف من كل عام بهدف  توفير وسيلة لرواد الأعمال لطرح الأفكار و تشكيل الفرق و يعتبر هذا الحدث كإحماء و تجهيز لجولة مسابقة الملخص التنفيذي التي تعقد في الشتاء بينما تعقد منافسة مسابقة خطة الأعمال في الربيع. في مسابقة العروض الشفهية  هي مسابقة مفتوحة للجمهور يعطى كل متسابق 60 ثانية أمام حشد من الناس لإعطاء العرض الشفهي القصير الخاصة به  و يتلقى الفائز جائزة نقدية. 

## مسابقة الـ 100 ألف دولار للملخص التنفيذي
جرت العادة أن تجري مسابقة الملخص التنفيذي كل عام من قبل اللجنة المنظمة لمسابقة الـ 100 ألف دولار من معهد ماساشوستس للتكنولوجيا  حتى عام 2010. وكانت تعقد في شتاء العام الدراسي وتهدف إلى توفير وسيلة لرواد الأعمال للحصول على ردود الفعل المبكرة على خطط أعمالهم و يعتبر  هذا الحدث احماء لمسابقة أفضل خطة أعمال الذي تعقد في فصل الربيع. يقدم كل فريق صفحتين تحتويان على  ملخص تنفيذي يصف فكرتهم. تم استعراض التقارير المقدمة من لجنة من الحكام و يتلقى الفائز جائزة نقدية.

## مسابقة الـ 100 ألف دولار للتسريع
حلت مسابقة الـ 100 ألف دولار من معهد ماساتشوستس للتكنولوجيا  حلت محل مسابقة مسابقة الملخص التنفيذي الآنفة الذكر ابتداء من العام 2011 و تعقد في شتاء العام الدراسي بهدف مساعدة الفرق بناء نموذج أولي قوي لفكرتهم الناشئة. وتعمل فرق العمل على تجهيز عروض أفكارهم خلال شهري ديسمبر ويناير، ويتم تقديم أفضل العروض في حفل التسريع النهائي أمام حشد من المئات.  توفر لجنة الجائزة  موارد وارشادات لمساعدة الفرق لتجهيز العروض التي سيتم تحكيمها من قبل لجنة من الحكام و يتلقى الفائز جائزة نقدية.

## مسابقة الـ 100 ألف دولار لخطة الأعمال
تعتبر مسابقة الـ 100 ألف دولار من معهد ماساتشوستس للتكنولوجيا لخطة الأعمال المسابقة  الرائدة في مسابقات المعهد  لريادة الأعمال. في فصل الربيع، يتم اختيار قائمة نصف النهائي من جميع طلبات خطة العمل. في حفل توزيع الجوائز، يتم منح الفريق الفائز ضمن مسابقة المشروع التجاري جائزة الـ 100،000 $. في عام 2009 فاز فريق Ksplice في الدورة العشرون 20 لجائزة خطة الأعمال فاز بمسابقة الجائزة الكبرى عن تقنية التحديث دون إعادة التشغيل.

## النسخة العربية من المسابقة
تأسس منتدى MIT لريادة الأعمال – العالم العربي - كواحد من 28 منتدى للنسخة العالمية لمنتدى ريادة الأعمال التابع لجامعة ماساتشوستس للتكنولوجيا في العام 2005 و بدأ نشاطه من ذلك الوقت.

## وصلات خارجية
- MIT $100K Official Site
- منتدى MIT لريادة الأعمال – العالم العربي -
- الموقع الرسمي